# Cerca grande
Cerca grande est un ensemble de sites préhistoriques situés dans la municipalité de Lagoa Santa, dans l'État du Minas Gerais, au Brésil. Le paléontologue danois Peter Wilhelm Lund effectua les premières fouilles archéologiques au XIXe siècle. De nombreux vestiges préhistoriques ont depuis été mis au jour, dont plus de 250 squelettes humains fossiles plus ou moins complets, datant du début de l'Holocène. 

## Historique
La première exploration des sites de Cerca grande fut effectuée par le danois Peter Lund en 1842, qui trouva les premiers squelettes d'humains et d'animaux dans la caverne de Sumidouro et les jugea très anciens. D'autres ossements furent découverts en 1935, non loin de là, dans la caverne de Mortuaria.
Les premières fouilles archéologiques professionnelles à Lagoa Santa furent effectuées par Wesley Hurt et Oldemar Blasi en 1956, sur les sites de Cerca Grande où sept abris rocheux ont été dégagés. Les premières datations au carbone 14 donnèrent selon les abris entre 10 000 et 9 000 ans d'ancienneté, ce qui correspondait au début de l'Holocène.
En 1974 fut mis au jour le squelette de Luzia, à 12 mètres sous le niveau du sol de la grotte de Lapa Vermelha IV, un autre site de Lagoa Santa. 
Depuis 1842, au moins 250 squelettes humains fossiles ont été collectés à Cerca grande par des naturalistes, des amateurs, et des archéologues professionnels. La majorité des fouilles archéologiques furent publiées en langue portugaise dans des revues locales, et peu d'anthropologues américains ou européens furent mis au courant de toutes ces découvertes. Pour la même raison, jusqu'aux années 1990, aucun de ces squelettes humains n'avait été directement daté par spectrométrie d'accélérateur de masse, pour confirmer leur antiquité.

## Description
Depuis 1994, une campagne internationale de fouilles a permis de découvrir d'autres squelettes et de dater avec plus de précision leurs époques. Les scientifiques Walter Neves et Mark Hubbe, du Laboratoire des Études sur l'Évolution Humaine, Département de Génétique et de Biologie évolutive, Institut des Sciences, université de São Paulo, ont analysé les ossements fossiles trouvés sur les différents sites de Lagoa Santa, et notamment ceux de Cerca grande.
La majorité des squelettes sont en position fléchie. Les cadavres ont été déposés dans des tombes peu profondes, complétées par des petits blocs de pierre à chaux et de quartz. Parfois ces blocs de pierre ont été employés pour couvrir les murs latéraux des trous. Un petit foyer a toujours été établi au-dessus de ces excavations et des charbons de bois furent jetés avant le scellage. Ce type d'enterrement semble homogène dans la région des fouilles. Un colorant rouge fut largement employé dans ces sépultures.

## Datation
La datation des fossiles de Lagoa Santa donne 8 000 à 7 000 ans pour les plus récents et 12 000 à 11 000 ans pour les plus anciens. Bien que la plupart des squelettes humains utilisés pour cette analyse n'aient pas été directement datés par spectrométrie d'accélérateur de masse (principalement parce qu'aucun collagène n'a été préservé dans ces spécimens), on a pu malgré tout, par d'autres procédés, dater un groupe de 81 crânes humains (42 hommes et 39 femmes). La grande majorité d'entre eux (74 crânes), datent de 9 000 à 8 000 ans. Les autres remontent à un peu plus de 11 000 ans.

## Craniologie
Sur ces 81 crânes, 55 seulement en excellent état furent sélectionnés et analysés par le protocole de W. W. Howell en tant que norme craniométrique. L'influence de la taille a été corrigée en divisant les valeurs de chaque variable craniométrique par la moyenne géométrique de toutes les variables mesurées dans un individu. Les mesures morphologiques et topologiques de la plupart des crânes de Lagoa Santa sont apparues proches de celles des populations australoïdes actuelles.
Les Amérindiens actuels ont généralement un crâne court et large, des visages hauts et orthognathiques, des orbites relativement élevées et des nez étroits.
Les spécimens de Cerca Grande ont au contraire un crâne étroit et long, un visage prognathique et bas, des orbites basses et un nez large, semblables aux aborigènes d'Australie et aux Mélanésiens d'Océanie. Compte tenu du grand nombre de spécimens utilisés pour cette étude, cette tendance est peu susceptible d'être un résultat singulier et unique. Ce phénomène ne représente pas le résultat d'un processus local, limité à la région de Lagoa Santa parce que le même modèle crânien a été également décrit dans des endroits aussi éloignés et aussi écologiquement différents que le Chili méridional (le détroit de Magellan), la Colombie (Savane de Bogota), le Mexique [bassin de Mexico), la Basse Californie, les États-Unis (la Floride) et ailleurs au Brésil (squelette de Luzia).
Les études génétiques publiées depuis 2018 ont cependant démenti ces hypothèses craniologiques et montré l'étroite parenté des fossiles de Lagoa Santa ayant livré de l'ADN ancien avec les Amérindiens actuels.